# Улица Дринчићева
| Улица Дринчићева | Улица Дринчићева |
| ---------------- | ---------------- |
|                  |                  |
| Општина          | Стари Град       |
| Почетак          | Џорџа Вашингтона |
| Крај             | Цариградска      |
| Дужина           | 330 m            |
| Ширина           | 12 m             |
| Створена         | 1878             |
| Названа          | 1896             |
| Стари називи     | Вишњичка         |
|                  |                  |
|                  |                  |
| Улица Дринчићева |                  |

Улица Дринчићева налази се на Општини Стари град Београда, и протеже се од Улице Џорџа Вашингтона до Цариградске, поред Гундулићевог венца.

## Име улице
Улица је названа још 1896. године по Милићу Дринчићу, устаничком војводи. Мењала је назив једном и звала се Вишњичка од 1878. до 1896. године. Према катастру из 1940. године почињала је од Џорџа Вашингтона и пружала се све до Цариградске.

### Милић Дринчић
Милић Дринчић рођен је око 1775, а умро је 1815. године. Учествовао је и у Првом и у Другом српском устанку. Један је од 70 Рудничана који су 1804. године први пут напали Рудник под командом Милана Обреновића.

### Битеф театар
Битеф театар је основан 1989. у реконструисаној немачкој евангелистичкој цркви у близини Бајлонијеве пијаце. 

## Суседне улице
- Улица Ђорђа Јовановића
- Улица кнез Милетина
- Улица Џорџа Вашингтона
- Сквер Мире Траиловић
- Гундулићев венац
- Цариградска
- Булевар деспота Стефана

## Занимљивости
Године 1888. се расправљало у Београдским општинским новинама о ширини улица, између осталог и дорћолских и Вишњичке, касније Дринчићеве. Ту се види да је Кнез Милетина ужа улица од Вишњичке и да је дошло до несугласица са станарима суседних улица.

## Галерија
- Мурал на Дринчићевој број 20
- Битеф театар на Скверу Мире Траиловић са погледом на Дринчићеву (десно улица) и Кнез Милетину (лево улица
- Фризерски салон Дорћолски Шурда
- Дринчићева број 26
- Куће у Дринчићевој од броја 16 до броја 20